# 걸 (2018년 영화)
《걸》(영어: Girl)은 2018년 개봉한 벨기에의 드라마 영화이다. 루카스 돈트가 감독과 공동각본을 맡았다. 2018 칸 영화제에서 전 세계 최초로 상영되었으며, 해당 영화제에서 황금 카메라상과 퀴어종려상을 수상했다.

## 출연

### 주연
- 빅터 폴스터 - 라라 역
- 발렌티인 다에넨스 - 파스칼 역
- 아리 보르탈테르 - 마티아스 역